# Giovanni Fago
Giovanni Fago, noto anche con lo pseudonimo di Sidney Lean (Roma, 25 aprile 1933), è un regista italiano.

## Biografia
Giovanni Fago inizia a lavorare nel mondo del cinema alla fine degli anni cinquanta come aiuto regista di importanti registi come Mario Monicelli, Camillo Mastrocinque, Lucio Fulci, Vittorio De Sica, Renato Castellani e Joseph L. Mankiewicz (in La contessa scalza). 
Nel 1968 debutta come regista in Per 100.000 dollari t'ammazzo con lo pseudonimo di Sidney Lean. Seguiranno varie pellicole di vario genere come Uno di più all'inferno (1968), O' Cangaceiro (1970), Il maestro di violino (1976), Sulla spiaggia e di là dal molo (2000) e Pontormo (2003). Fra gli anni settanta e gli anni ottanta si è dedicato principalmente alla regia televisiva di produzioni come Morte a passo di valzer (1979), Il prete di Caltagirone (1980), Don Luigi Sturzo (1981), La freccia nel fianco (1983) e Due assi per un turbo (1987).
Ha inoltre lavorato come sceneggiatore ed attore a inizio carriera, nei film Nonostante le apparenze... e purché la nazione non lo sappia... All'onorevole piacciono le donne (1972) e Un caso d'incoscienza (1984).

## Filmografia

### Regista

#### Cinema
- Per 100.000 dollari t'ammazzo (1968)
- Uno di più all'inferno (1968)
- O' Cangaceiro (1970)
- Fatevi vivi, la polizia non interverrà (1974)
- Il maestro di violino (1976)
- Mai con le donne (1985)
- Sulla spiaggia e di là dal molo (2000)
- Pontormo (2003)

#### Televisione
- Morte a passo di valzer (1979)
- Il prete di Caltagirone (1980)
- La brace dei Biassoli (1981)
- Don Luigi Sturzo (1981)
- La freccia nel fianco (1983)
- Due assi per un turbo (1987)

### Sceneggiatore
- La faccia violenta di New York (One Way), regia di Jorge Darnell (1973)

## Opere
- Giovanni Fago con la collaborazione di Paolo Albiero, Il cinèfago. Vita, incontri, avventure lungo sessant’anni di grande cinema e... altro, prefazione di Anton Giulio Mancino, Varazze, PM edizioni, 2022, ISBN 978-88-31222-20-4.